# Kem Kem
Kem Kem is een bestuurslaag in het regentschap Karo van de provincie Noord-Sumatra, Indonesië. Kem Kem telt 567 inwoners (volkstelling 2010).